# Perakia maculipennis
Perakia maculipennis är en insektsart som beskrevs av Willy Adolf Theodor Ramme 1930. Perakia maculipennis ingår i släktet Perakia och familjen gräshoppor. Inga underarter finns listade i Catalogue of Life.